# Beau Bassin-Rose Hill
Beau-Bassin Rose-Hill es una de las principales localidades de Mauricio localizada en el sector centro oeste de la isla, distrito de Plaines Wilhems. Es administrada por el Concejo Municipal de Beau-Bassin Rose Hill. La ciudad nació de la fusión de los municipios de Beau-Bassin y Rose-Hill.
De acuerdo con el censo de 2012, su población era de 111.355 habitantes.

## Suburbios
La localidad está subdivida en los siguientes barrios:
- Beau-Bassin
- Camp-Levieux
- Coromandel
- Lower Beau-Bassin
- Mont-Roches
- Roches-Brunes
- Rose-Hill
- Stanley
- Trèfles
- Barkly